# Digestiv

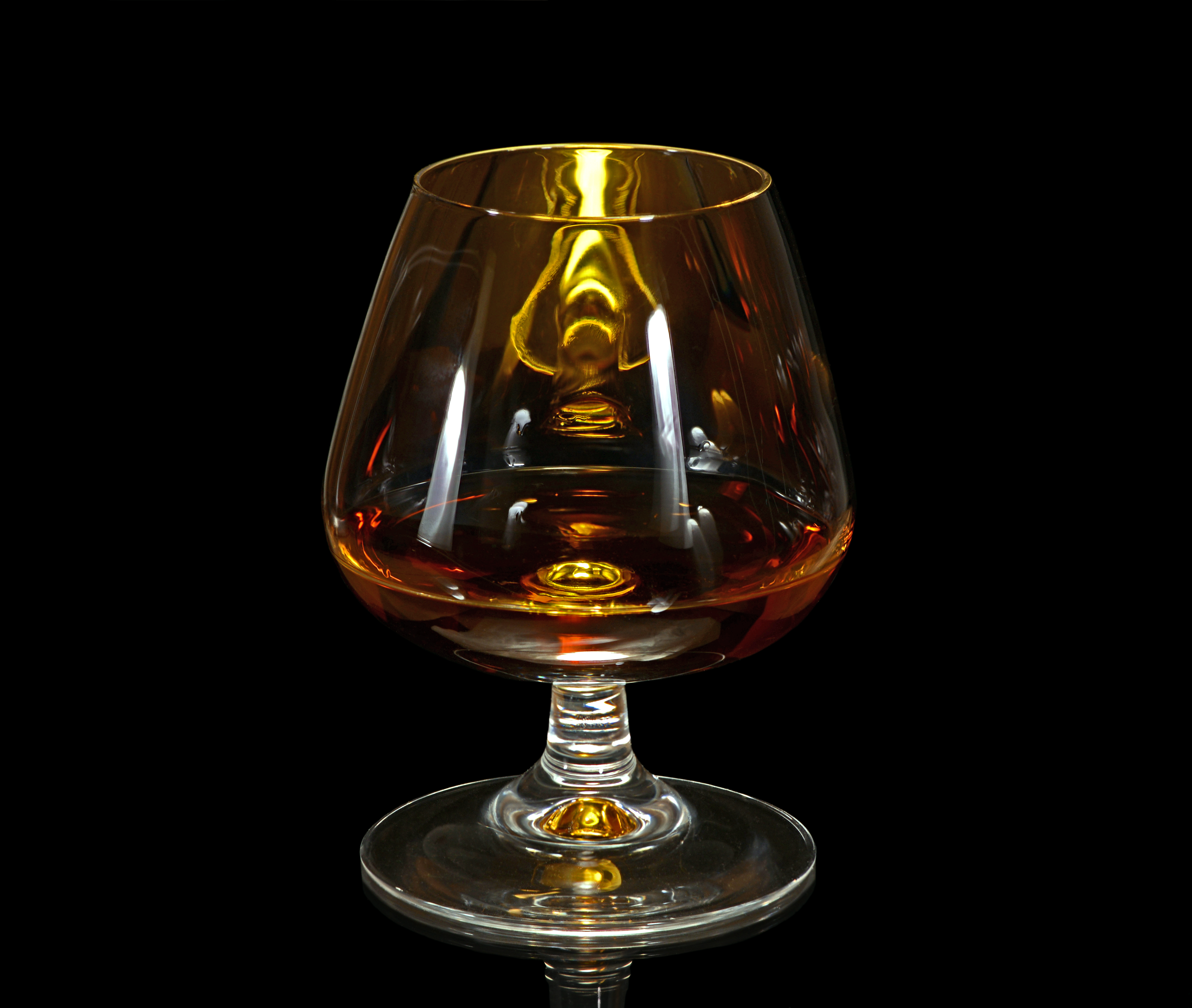
Sklenka na koňak

Digestiv (z franc. digestif – trávicí) je alkoholický nápoj, který se podává po jídle, aby podpořil trávení a „utišil žaludek“. Doplňuje sníženou hladinu trávicích enzymů. Je to opak aperitivu: zatímco aperitiv se podává před jídlem na povzbuzení chuti a rozvázání konverzace, digestivem naopak hostina končí.
Typickými digestivy jsou například koňak, calvados nebo bylinné likéry.